# Subordinación (gramática)

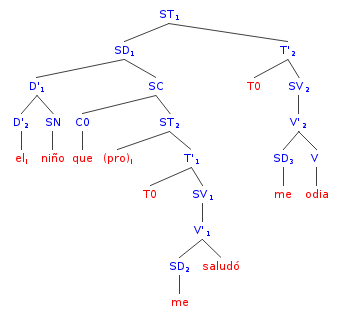
Árbol sintáctico, para una oración compuesta (el niño que me saludó me odia) en la que la oración subordinada es una oración de relativo.

En teoría sintáctica, la subordinación o hipotaxis es un tipo de relación entre diferentes constituyentes sintácticos. Un constituyente A está subordinado a otro elemento B si A es parte de B, o en términos de árboles sintácticos, si el nudo correspondiente a A está dominado por el nudo correspondiente a B.
Usualmente se aplica para describir la relación existente entre una oración subordinada y una oración principal. El procedimiento contrasta con la coordinación de elementos sintácticos en que los dos elementos jerárquicamente están al mismo nivel.

## Oraciones subordinadas
La subordinación o hipotaxis de oraciones es una relación entre dos oraciones según la cual una (la denominada oración principal) posee mayor jerarquía que la otra (denominada oración subordinada) de forma tal que no son permutables la una por la otra sin que el significado varíe o se torne agramatical. Las oraciones subordinadas no se pueden entender bien por sí solas. Necesitan estar conectadas a la oración principal para tener un significado completo. Técnicamente debería decirse que la relación de subordinación se da entre los núcleos sintácticos de ambas oraciones, ya que usualmente la oración subordinada de hecho es parte de la oración principal (en cambio el núcleo subordinado no es parte del núcleo principal). Estructuralmente la definición de subordinación es más clara, el núcleo de la oración subordinada está dominado jerárquicamente por el nodo raíz de la oración principal.
Un ejemplo en español de oración compleja en la que existe subordinación es:
(1a) Mentiría si lo afirmase.
Que no admite la permutación de núcleos, ya que esa operación da lugar a una oración agramatical:
(1b)*Afirmase si lo mentiría.
Esto contrasta con muchas oraciones en las que existe coordinación donde en general la permutación de núcleos conduce a oraciones gramaticales (aunque no necesariamente con el mismo significado):
Leo y estudio todos los días.
Estudio y leo todos los días.
Las relaciones de subordinación pueden marcarse de diferentes maneras según el idioma. Un procedimiento común es mediante unos nexos específicos; estos normalmente pueden omitirse eliminando la subordinación y obteniendo en su lugar yuxtaposición: "Pedro no vino porque estaba cansado" puede decirse también: "Pedro no vino. Estaba cansado", donde la relación causal es implícita.
- Datos: Q2031017